# Barbara Guarischi
Barbara Guarischi (Ponte San Pietro, 10 februari 1990) is een Italiaanse wielrenster die sinds 2023 rijdt bij Team SD Worx.
Met haar ploeg Vaiano Fondriest werd ze 16e op het WK ploegentijdrit 2013 in eigen land, in Florence. Twee jaar later won ze met haar ploeg Velocio-SRAM het WK ploegentijdrit in het Amerikaanse Richmond.
Als belofte won Guarischi zilver op het EK op de weg in Goes achter de Belgische Evelyn Arys. In 2014 won Guarischi etappes in de Route de France en in de Trophée d'Or. In het weekend van 1 en 2 augustus 2015 won ze zowel de RideLondon Grand Prix als de Sparkassen Giro. Een maand eerder won ze ook al de eerste etappe in de Giro Rosa. In 2016 won ze de Omloop van Borsele en behaalde enkele podiumplaatsen: ze werd derde in etappe 4a van de Energiewacht Tour, derde in de eerste etappe van de Boels Ladies Tour en eveneens derde in de GP Bruno Beghelli. Op 29 maart 2017 werd ze tweede in de Pajot Hills Classic, achter Annette Edmondson. Eén week later werd ze wederom tweede, in etappe 1b van de Healthy Ageing Tour, door de sprint te winnen achter de ontsnapte Amy Pieters.
In juni 2022 won Guarischi brons op het Italiaans kampioenschap wielrennen op de weg en een week later won ze in Oran (Algerije) de wegwedstrijd van de Middellandse Zeespelen 2022.
Guarischi reed voor diverse Italiaanse ploegen als S.C. Michela Fanini Rox, Forno d'Asolo-Colavita, Fassa Bortolo-Servetto, Vaiano Fondriest en Alé Cipollini. In 2015 stapte ze over naar het Amerikaans-Duitse Velocio-SRAM dat in 2016 verder ging als Canyon-SRAM. In 2018 en 2019 reed ze voor het Deense Team Virtu en van 2020 tot en met 2022 voor het Spaanse Movistar Team.

## Belangrijkste overwinningen

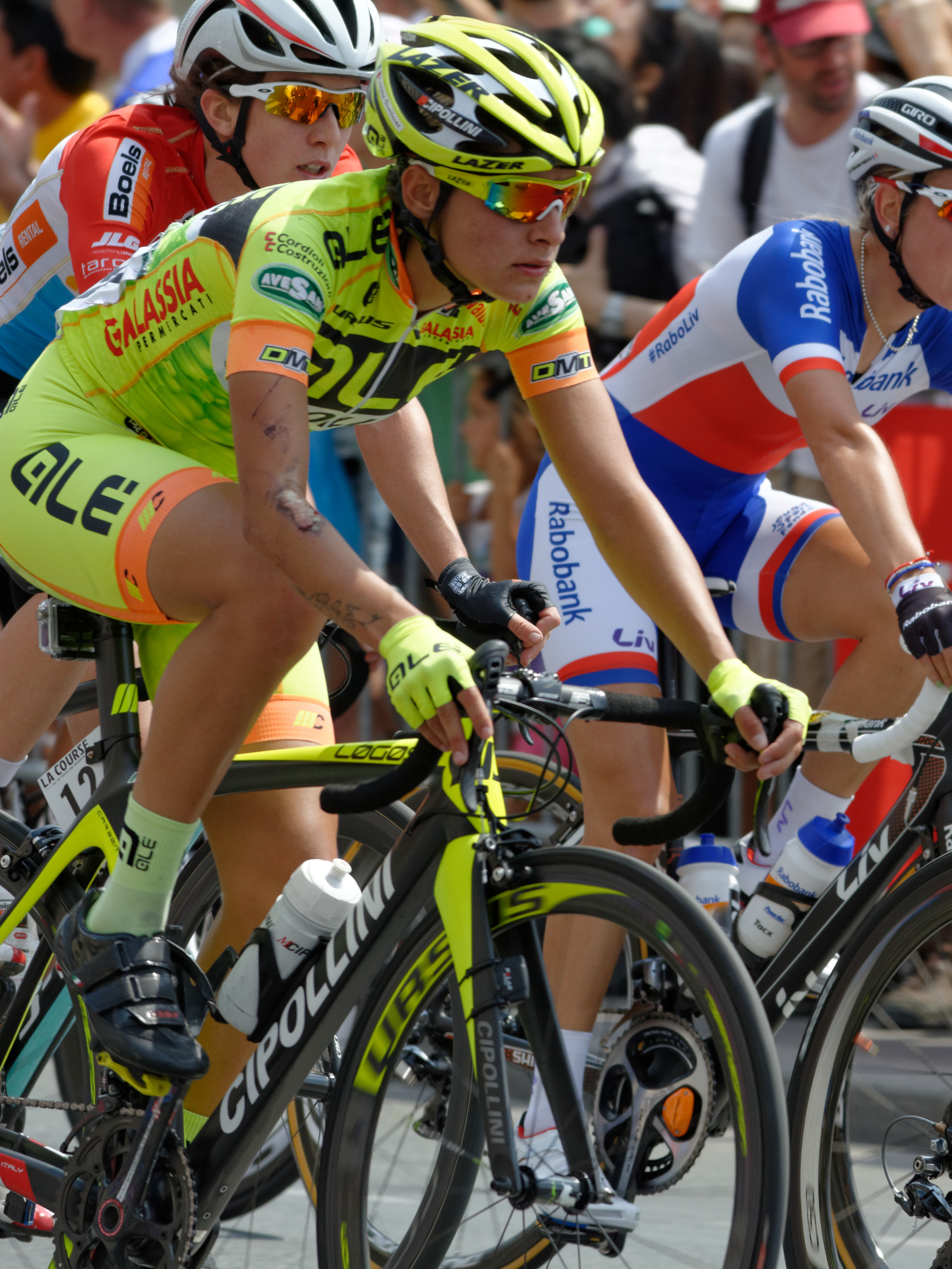
Guarischi tijdens La Course 2014.

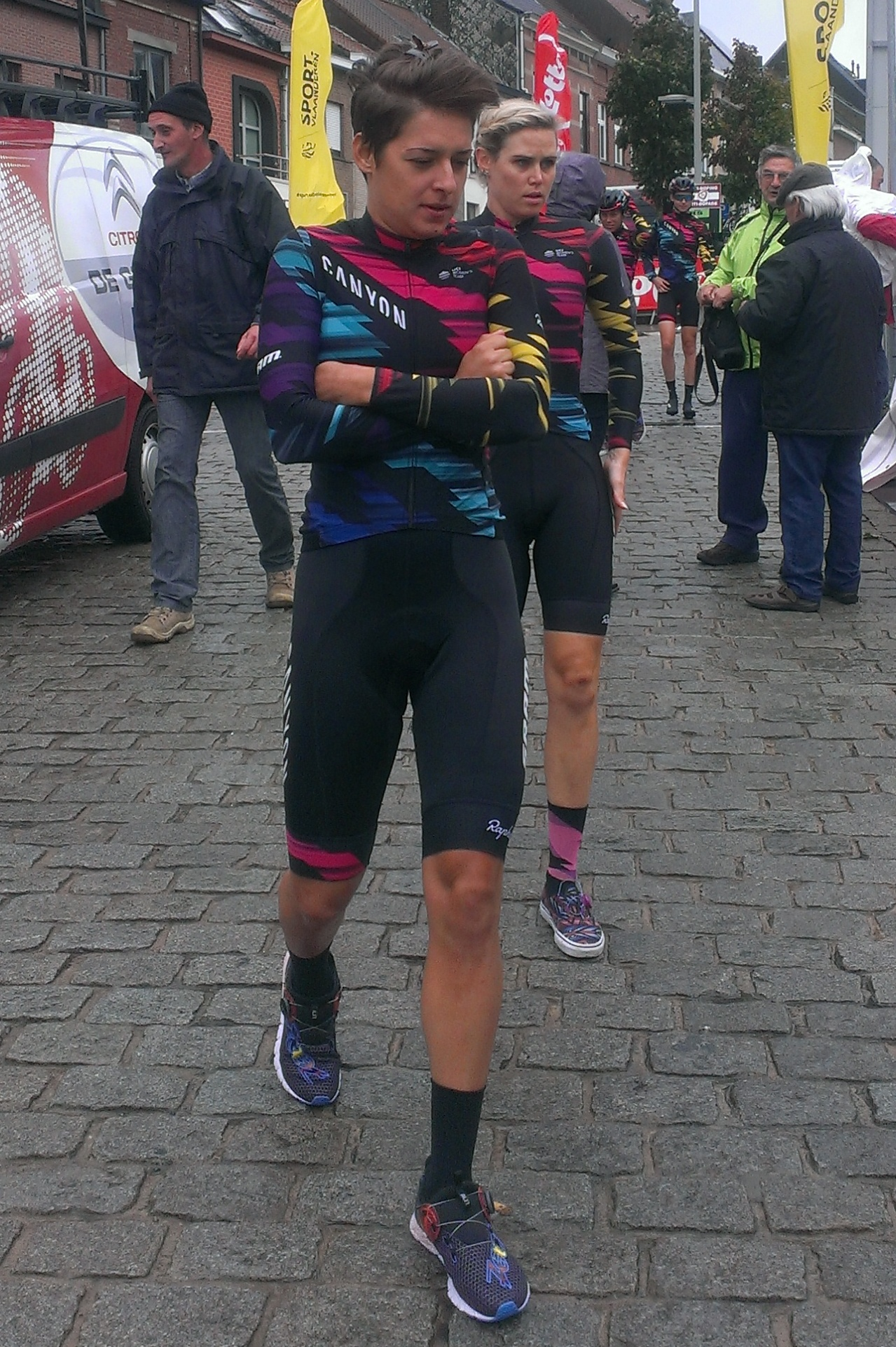
Guarischi in de Lotto Belgium Tour 2017.

2012
 EK op de weg (belofte)
2014
2e etappe Route de France
3e etappe Trophée d'Or
2015
 WK Ploegentijdrit in Richmond
Etappe 2A (TTT) Energiewacht Tour
1e etappe Giro Rosa
RideLondon Grand Prix
Sparkassen Giro
2016
Omloop van Borsele
2019
1e etappe Ronde van Thüringen
2022
 Wegwedstrijd op de Middellandse Zeespelen
 Italiaans kampioenschap op de weg
2023
1e (TTT) en 3e etappe Ronde van Thüringen
2024
4e etappe Simac Ladies Tour
2025
Puntenklassement Baloise Ladies Tour

### Resultaten in voornaamste wedstrijden
| Jaar | Ronde van Italië | Ronde van Frankrijk | Ronde van Spanje |
| ---- | ---------------- | ------------------- | ---------------- |
| 2010 | opgave           |                     |                  |
| 2011 |                  |                     |                  |
| 2012 | opgave           |                     |                  |
| 2013 | 67e              |                     |                  |
| 2014 | 75e              |                     |                  |
| 2015 | 84e (1)          |                     |                  |
| 2016 | opgave           |                     |                  |
| 2017 | 100e             |                     |                  |
| 2018 | 107e             |                     |                  |
| 2019 |                  |                     |                  |
| 2020 | opgave           |                     |                  |
| 2021 |                  |                     |                  |
| 2022 |                  |                     |                  |
| 2023 | 101e             |                     |                  |
| 2024 | 100e             | opgave              | 95e              |
| 2025 | opgave           |                     |                  |

| Jaar | Gent-Wevelgem | Ronde van Vlaanderen | Parijs-Roubaix | Amstel Gold Race | Omloop Het Nieuwsblad | Le Samyn | Scheldeprijs |  | WK op de weg |
| ---- | ------------- | -------------------- | -------------- | ---------------- | --------------------- | -------- | ------------ |  | ------------ |
| 2010 |               | 85e                  |                |                  |                       |          |              |  |              |
| 2011 |               | buit.tijd            |                |                  |                       |          |              |  |              |
| 2012 |               | opgave               |                |                  |                       |          |              |  |              |
| 2013 |               | 24e                  |                |                  |                       |          |              |  |              |
| 2014 |               | opgave               |                |                  |                       |          |              |  |              |
| 2015 |               | 58e                  |                |                  | 49e                   |          |              |  |              |
| 2016 |               | opgave               |                |                  | 111e                  |          |              |  | 20e          |
| 2017 | opgave        |                      |                |                  |                       | 44e      |              |  |              |
| 2018 | 9e            | 67e                  |                |                  |                       |          |              |  |              |
| 2019 | 57e           | 96e                  |                | opgave           | 433e                  | 5e       |              |  |              |
| 2020 | 95e           | 24e                  |                |                  | 60e                   | opgave   |              |  |              |
| 2021 | 84e           | opgave               | 49e            |                  | 109e                  | 26e      | 85e          |  |              |
| 2022 | opgave        | 100e                 | 40e            |                  | 95e                   | opgave   | 5e           |  |              |
| 2023 |               |                      | 89e            |                  |                       |          | 22e          |  | opgave       |
| 2024 |               |                      | opgave         |                  |                       |          |              |  |              |
| 2025 |               |                      | 65e            |                  | 118e                  | 104e     | 4e           |  |              |

## Ploegen
- 2009 –  Cmax Dilà
- 2010 –  S.C. Michela Fanini Rox
- 2011 –  Forno d'Asolo-Colavita
- 2012 –  Fassa Bortolo-Servetto
- 2013 –  Vaiano Fondriest
- 2014 –  Alé Cipollini
- 2015 –  Canyon-SRAM
- 2016 –  Canyon-SRAM
- 2017 –  Canyon-SRAM
- 2018 –  Team Virtu
- 2019 –  Team Virtu
- 2020 –  Movistar Team
- 2021 –  Movistar Team
- 2022 –  Movistar Team
- 2023 –  Team SD Worx
- 2024 –  Team SD Worx
- 2025 –  Team SD Worx-Protime

Baccaille · Berlato · Bonomi · Carretta · Guarischi · Guderzo · Jasińska · Olds · Pavin · Ryan · Santesteban · Tagliaferro
Amialiusik · Brennauer · Canuel · Cromwell · Delzenne · Guarischi · Kröger · Rowney · Wiles · Worrack
Amialiusik · Barnes · Brennauer · Cecchini · Cromwell · Guarischi · Kröger · Ryan · Worrack
Amialiusik · Barnes · Brennauer · Cecchini · Cromwell · Ferrand-Prévot · Guarischi · Kröger · Ryan · Thorvilson · Worrack
Aalerud · Guarischi · Koster · Kröger · Moberg · Pawłowska · Penton · Schmidt · Schweizer · Siggaard · Villumsen
Aalerud · Bastianelli · Bertizzolo · Guarischi · Koster · Kröger · Krogsgaard · Moberg · Neylan · Pawłowska · Penton · Schmidt · Siggaard
Aalerud · Biannic · Erić · González · Guarischi · Gutiérrez · Merino · Oyarbide · Rodríguez · Teruel
Aalerud · Biannic · Erić · González · Guarischi · Gutiérrez · Martín · Norsgaard · Oyarbide · Rodríguez · Teruel · Thomas · Van Vleuten
Aalerud · Biannic · Erić · Gigante · González · Guarischi · Gutiérrez · Martín · Norsgaard · Oyarbide · Patiño · Rodríguez · Sierra · Van Vleuten
Bredewold · van den Broek-Blaak (zwangerschapsverlof) · Cecchini · Fisher-Black · Frei · Guarischi · Kopecky · Majerus · Markus · Reusser · Schreiber (vanaf 1/3) · Shackley · Uneken · Vas · Vollering · Wiebes
Bredewold  · van den Broek-Blaak · Cecchini · Fisher-Black · Gerritse · Guarischi · Kopecky  · Majerus · Markus · Reusser   · Schreiber · Shackley (tot 16/4) · Uneken · Vas  U23 · Vollering · Wiebes
van Belle (vanaf 29/4) · Bredewold · van der Breggen · van den Broek-Blaak (tot 11/2) · Cecchini · Gerritse · Guarischi · Häberlin · Harvey · J. Kopecký · L. Kopecky  · Lach · Markus · Schneider · Schreiber · Schreurs · Vas · Wiebes 